# موسیقی و من
موسیقی و من (به انگلیسی: Music & Me) سومین آلبوم سولوی خوانندهٔ آمریکایی مایکل جکسون است که در ۱۳ آوریل ۱۹۷۳ با لیبل موتاون منتشر شد. این آلبوم در سراسر جهان ۴ میلیون نسخه فروش داشت. آلبوم موسیقی و من در سال ۲۰۰۹ در آلبوم دنیا سلام: کلکسیون تک‌نفره موتاون گنجانده شد.